# Малая Оксана Олександрівна
Оксана Олександрівна Малая (нар. 4 листопада 1983 року, Херсонська область, УРСР) — українська дівчина, яка стала відомою завдяки собакоподібній поведінці. Оксана була об'єктом висвітлення низки документальних фільмів, інтерв'ю та жовтої преси в якості здичавілої дитини, «вихованої собаками», незважаючи на те, що неясно, чи жила вона коли-небудь окремо від людей.

## Біографія
Оксана народилася в селі Нова Благовіщенка Горностаївського району Херсонської області Української РСР у багатодітній родині і, ймовірно, страждала порушенням розвитку. У ранньому віці її забрали у батьків-алкоголіків у дитячий будинок по причині бездоглядності дівчинки.
У дитячому будинку вона емоційно зв'язалася з місцевими напів бродячими собаками і поступово набула багато собачих манер, які загальмували розвиток мовних здібностей і нормальних людських соціальних і емоційних навичок. Однак, згідно з іншими джерелами, Оксана ще до потрапляння в дитячий будинок була залишена без нагляду батьків, і її виховували собаки. Оксана була зрештою переведена до Одеського будинку-інтернату для дітей із дефектами розвитку. У документальних фільмах британського 4 каналу та португальського каналу SIC  її лікарі стверджували, що повне відновлення в «нормальне» суспільство малоймовірно, однак після курсу лікування і навчання Оксана навчилася говорити вільно, і більшість проблем її поведінки були усунені.
З 2001 року Оксана живе і працює в Барабойському будинку-інтернаті, піклуючись про корів і коней. У 2012 році їй зробили пропозицію про створення сім'ї і нової роботи. За невідомих підстав питання про зміну місця проживання та цивільного статусу залишилося відкритим